# Archive von unten
Archive von unten, oft auch freie Archive, sind Archive, die zunächst die Geschichte der Arbeiter- und der Frauenbewegung seit dem 19. Jahrhundert festhalten, und sind zudem seit Mitte der 1980er Jahre infolge der Neuen Sozialen Bewegungen entstanden und dokumentieren diese Bewegungen.

## Geschichte derArchive von unten
Die ersten Bewegungsarchive entstanden in Hamburg, Freiburg im Breisgau, Duisburg, Münster, Berlin und München Mitte bis Ende der 1980er Jahre. Eine zweite Gründungswelle folgte Mitte der 1990er Jahre. Die Archive sind großteils aus Privatinitiativen entstanden, wobei einzelne Personen den Archiven – zumeist Bibliotheken in Infoläden und Autonome Zentren – ihre Materialien überlassen haben. Zentrale Themen waren die Anti-AKW-Bewegung, die Frauenbewegung, die Umweltbewegung, und die Friedensbewegung. Ebenfalls sind viele linksradikale Zeitschriften mit geringer Auflage in den Archiven zu finden.
Die freien Archive vernetzen ihre Bestände in einem digitalen Datennetz namens Dataspace.

## Archive von untenim deutschsprachigen Raum
In Deutschland existieren zurzeit mehr als 270 Archive von unten. Hiervon befinden sich die meisten in Berlin.

„Diese Archive verfügen alle, da diese am einfachsten zu archivieren sind, über einen großen Bestand an Zeitschriften sowie einen umfangreichen an Broschüren. Den Großteil macht graue Literatur aus und auch etliche „illegale“ Literatur ist zu finden. Meist verfügen sie auch über Bücher, Flugblätter und Plakate.“

Gerade wegen des Bestandes von „illegaler“ Literatur sind einige Archive immer wieder von Hausdurchsuchungen betroffen gewesen.

## Verbund antifaschistischer Archive
Der Verbund antifaschistischer Archive bestehend aus
- der Antifaschistische Informations-, Dokumentations- und Archivstelle München (a.i.d.a.)
- dem Antifaschistischen Bildungszentrum und Archiv Göttingen e. V. (ABAG) – Göttingen
- dem Antifaschistischen Pressearchiv und Bildungszentrum Berlin (apabiz)
- Argumente & Kultur gegen rechts e. V. – Bielefeld
- und der Zeitgeschichtlichen Dokumentationsstelle Marburg e. V. (ZDM)

veröffentlichte im Dezember 2023 unter der Überschrift Zur staatlichen Historisierung rechter Gewalt eine Erklärung und Absage bezüglich einer Kooperation mit dem von der Bundesregierung laut ihrem Koalitionsvertrag geplantem „Archiv zum Rechtsterrorismus“.

## Zusammenschluss dreier Berliner Archive
Durch ein am 4. April 2024 im Deutschlandfunk Kultur geführtes Gespräch, wurde der Zusammenschluss des FFBIZ  mit dem Spinnboden Lesbenarchiv und Bibliothek e. V. und der Magnus-Hirschfeld-Gesellschaft zu einem Archivzentrum öffentlich bekannt.

## Liste bekannterArchive von unten

### Zusammenschluss
- Archiv³ Kooperation Dritte Welt Archive[5]
- META-Katalog der i.d.a.[6]

### Sortierung nach Postleitzahlen

#### Dresden
- „Archiv Bürgerbewegung“, in der Umweltbibliothek, 02747 Großhennersdorf, Am Sportplatz 3[7]

#### Leipzig
- Louise-Otto-Peters-Archiv c/o Louise-Otto-Peters-Gesellschaft e. V., Gerichtsweg 28 (Haus des Buches), 04193 Leipzig
- Infoladen, Koburgerstr. 3, 04277 Leipzig[8]
- Umweltbibliothek, Bernhard-Göring-Str. 152, 04277 Leipzig
- MONAliesA - Feministische Bibliothek und Archiv, Bernhard-Göring-Str. 152, 04277 Leipzig

#### Jena
- Thüringer Archiv für Zeitgeschichte „Matthias Domaschk“, Camsdorfer Ufer 17 07749 Jena[9]

#### Berlin
- Antifaschistisches Pressearchiv und Bildungszentrum Berlin, Lausitzer Str. 10, 10999 Berlin
- Archiv der DDR-Opposition, Schliemannstr. 23,  10437 Berlin[10]
- Archiv der Jugendkulturen Fidicinstraße 3 Haus D, 10965 Berlin
- Archiv für Alternativkultur, Mohrenstr. 41, 10117 Berlin[11]
- Archiv Grünes Gedächtnis, Eldenaer Str. 35, 10247 Berlin[12]
- Archiv und Bibliothek Papiertiger, Cuvrystr. 25, 10997 Berlin[13]
- Forschungs- und Dokumentationszentrum Chile-Lateinamerika e. V. FDCL e. V. Im Mehringhof, Aufgang 3, 5. Stock Gneisenaustraße 2a 10961 Berlin[14]
- Frauenforschungs-, -bildungs und -informationszentrum e. V. (FFBIZ), Eldenaerstraße 35 III, 10247 Berlin[15]
- Infoladen Daneben Liebigstr. 34, zuvor Rigaerstr.84 (Gründung 1990) 10247 Berlin-Friedrichshain[16] mit der Räumung der Liebig 34  am 9. Oktober 2020 nur noch virtuell vorhanden
- Schwules Museum, Lützowstraße 73,  10785 Berlin[17]
- Spinnboden Lesbenarchiv & Bibliothek e. V., Anklamer Straße 38, 10115 Berlin[18]
- Umbruch Bildarchiv, Lausitzer Str. 10, 10999 Berlin[19]

#### Hamburg
- Archiv Aktiv, Sternschanze 1, 20357 Hamburg[20]
- Archiv der sozialen Bewegungen, Schulterblatt 71, 20357 Hamburg[21]
- Hamburger Institut für Sozialforschung, Mittelweg 36, 20148 Hamburg[22]

#### Oldenburg
- Alhambra-Archiv, Hermannstr. 83, 26135 Oldenburg

#### Bremen
- Archiv der sozialen Bewegungen, St.Pauli-Str. 10/12, 28203 Bremen[23][24]

#### Lüchow
- Gorleben-Archiv, Geschichte des wendländischen Widerstandes, 29439 Lüchow, Rosenstraße 17[25]

#### Kassel
- Archiv, Bibliothek und Forschungszentrum zur Geschichte der deutschen Frauenbewegung, 34127 Kassel Gottschalkstraße 57[26]

#### Marburg
- Feministisches Archiv Marburg in den Räumen des Allgemeinen Studierendenausschusses (AStA) der Philipps-Universität Marburg, 35037 Marburg Erlenring 5 (im AStA-Flur)[27][28]
- Zeitgeschichtliche Dokumentationsstelle Marburg e. V. (ZDM)[29]

#### Göttingen
Hans-Litten-Archiv 37022 Göttingen

#### Wuppertal
- Hartmut-Meyer-Archiv (HMA) der VVN-Bund der Antifaschistinnen und Antifaschisten NRW c/o VVN-BdA NRW, Gathe 55, 42107 Wuppertal[30]

Bochum
- Madonna - Archiv und Dokumentationszentrum SEXARBEIT von Madonna e.V., Alleestraße 50, 44793 Bochum

#### Oberhausen
- Projekt Archiv, c/o Druckluft, Am Förderturm 27, 46049 Oberhausen[31]

#### Duisburg
- Archiv für alternatives Schrifttum (afas), Münzstraße 37–43 in 47051 Duisburg-Mitte[32][33][34][35][36]

#### Münster
- Umweltzentrum-Archiv, Münster[37][38] Die Bestände des Umweltzentrum-Archivs Münster wurden 2011 dem afas in Duisburg angegliedert[39]

#### Osnabrück
- Aktionszentrum 3. Welt e. V. Bierstr. 29 49074 Osnabrück[40][41]

#### Köln
- TtE-Bücherei, Alte Feuerwache, Melchiorstraße 3, 50670 Köln[42]

#### Frankfurt Main
- Archiv im Exzess, Leipzigerstr. 91, 60487 Frankfurt Main

#### Mannheim
- Lesbisch-Schwule Geschichtswerkstatt Rhein-Neckar, c/o QZM - Queeres Zentrum Mannheim, G 7,14, 68161 Mannheim[43]

#### Tübingen
- Bildungszentrum und Archiv zur Frauengeschichte Baden-Württembergs, Rümelinstr. 2, 72070 Tübingen[44]

#### Freiburg
- Archiv Soziale Bewegungen, Adlerstraße 12, 79098 Freiburg[45][46]

#### München
- Antifaschistische Informations-, Dokumentations- und Archivstelle München e. V. (a.i.d.a.) Postfach 400 123  80701 München
- Forum Queeres Archiv München

#### Unterhaching
- Gruppe 2, Fasanenstraße 142, 82008 Unterhaching (bei München) (dieses Archiv wurde 2000 als „Staatsschutzprojekt“ enttarnt)[47]

#### Nürnberg
- Metroproletan-Archiv, Eberhardshofstr. 11 HH, 90429 Nürnberg[48]

### Österreich

#### Wien
- Dokumentation lebensgeschichtlicher Aufzeichnungen am Institut für Sozial- und Wirtschaftsgeschichte der Universität Wien (Schwerpunkt autobiografisches Material ländlicher Unterschichten)

### Schweiz

#### Zürich
- Studienbibliothek zur Geschichte der Arbeiterbewegung, Quellenstr. 25, CH-8005 Zürich[49]

### Niederlande

#### Amsterdam
- ID-Archiv im IISG, Cruquiusweg 31, NL-1019 AT Amsterdam[50]